# Antonio Daniele
Antonio Daniele (Gagliano del Capo, 6 aprile 1903 – 25 dicembre 1982) è stato un politico italiano.

## Biografia
Laureato in Scienze agrarie, fu parlamentare nella IIª e IIIª  legislatura. Inizialmente schierato nelle forze del Partito Nazionale Monarchico, nella terza legislatura dopo i monarchici aderì al gruppo del PDU, per poi passare al gruppo misto ed infine in quello del Partito Liberale Italiano. Nella sua carriera parlamentare è stato firmatario di 30 progetti di legge e autore di 115 interventi.

## Incarichi
IIª Legislatura della Repubblica Italiana.
- IX Commissione agricoltura e foreste – alimentazione. Membro dal 1º luglio 1953 al 11 giugno 1958.
- Commissione speciale per l'esame del disegno di legge n.1738: "provvedimenti straordinari per la calabria" e delle similiari proposte di legge nn.1147 e 2837. Membro dal 12 ottobre 1955 al 27 ottobre 1955.
- Commissione speciale per l'esame delle proposte di legge costituzionali aldisio e li causi nn.2406 e 2810 concernenti l'alta corte per la regione siciliana e la corte costituzionale. Membro dal 15 marzo 1957 al 3 aprile 1957.
- Commissione speciale per l'esame del disegno di legge n.2814, per la ratifica dei trattati sul mercato comune e sull'euratom. Membro dal 9 aprile 1957 al 11 giugno 1958.

IIIª Legislatura della Repubblica Italiana.
- XI Commissione agricoltura e foreste. Membro dal 12 giugno 1958 al 15 maggio 1963.
- VI Commissione finanze e tesoro. Membro dal 12 giugno 1958 al 30 giugno 1959.
- Commissione speciale per l'esame del disegno di legge n.1409: "interventi in favore dell'economia nazionale". Membro dal 10 luglio 1959 al 15 maggio 1963.
- Rappresentanza della Camera nell'assemblea parlamentare europea. Membro dal 15 febbraio 1961 al 15 maggio 1963.